# Pedro Infante

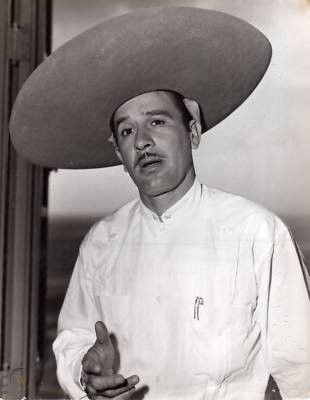
Infante, c. 1950s

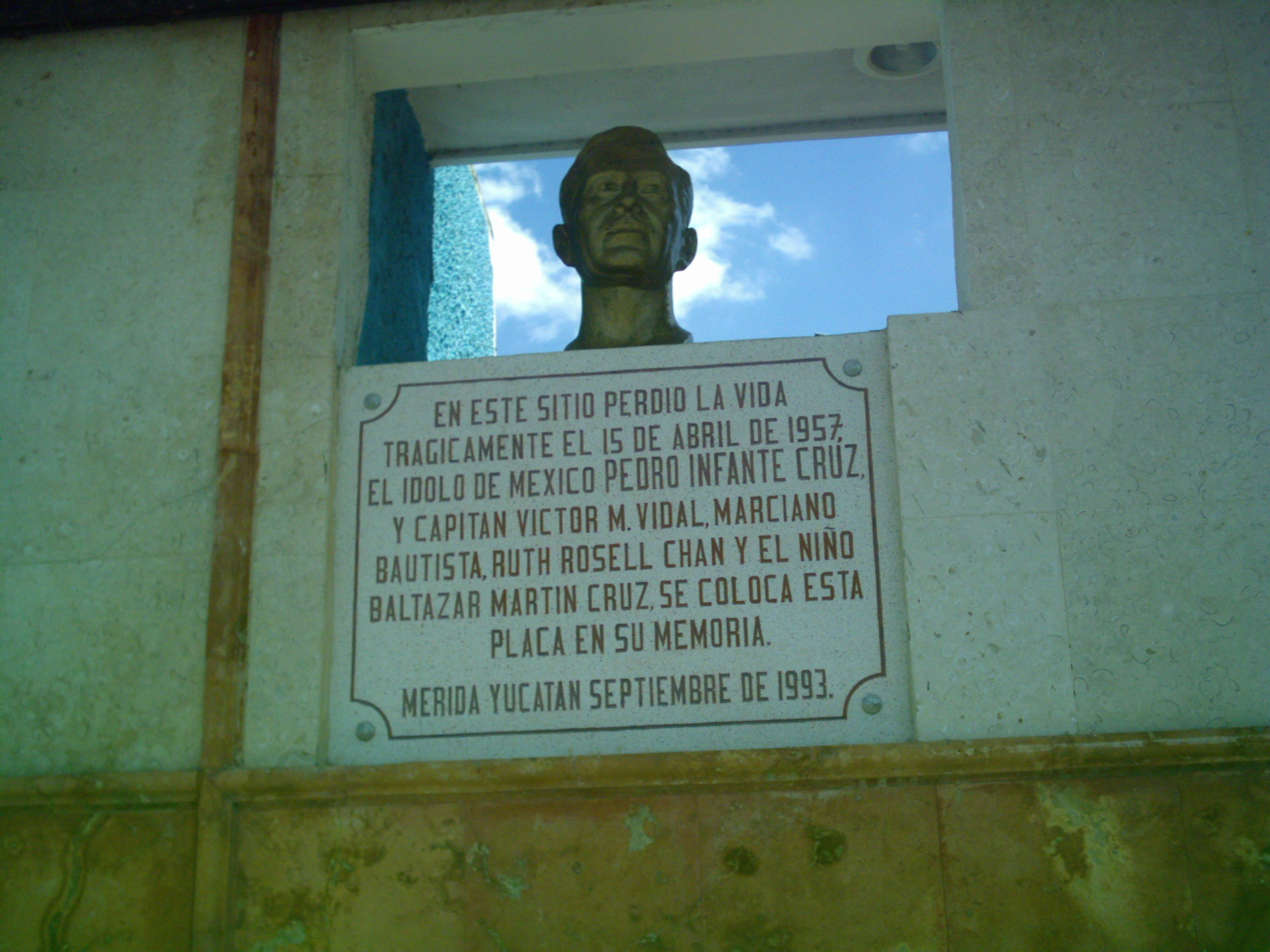
Büste zur Erinnerung an Pedro Infante in Mérida

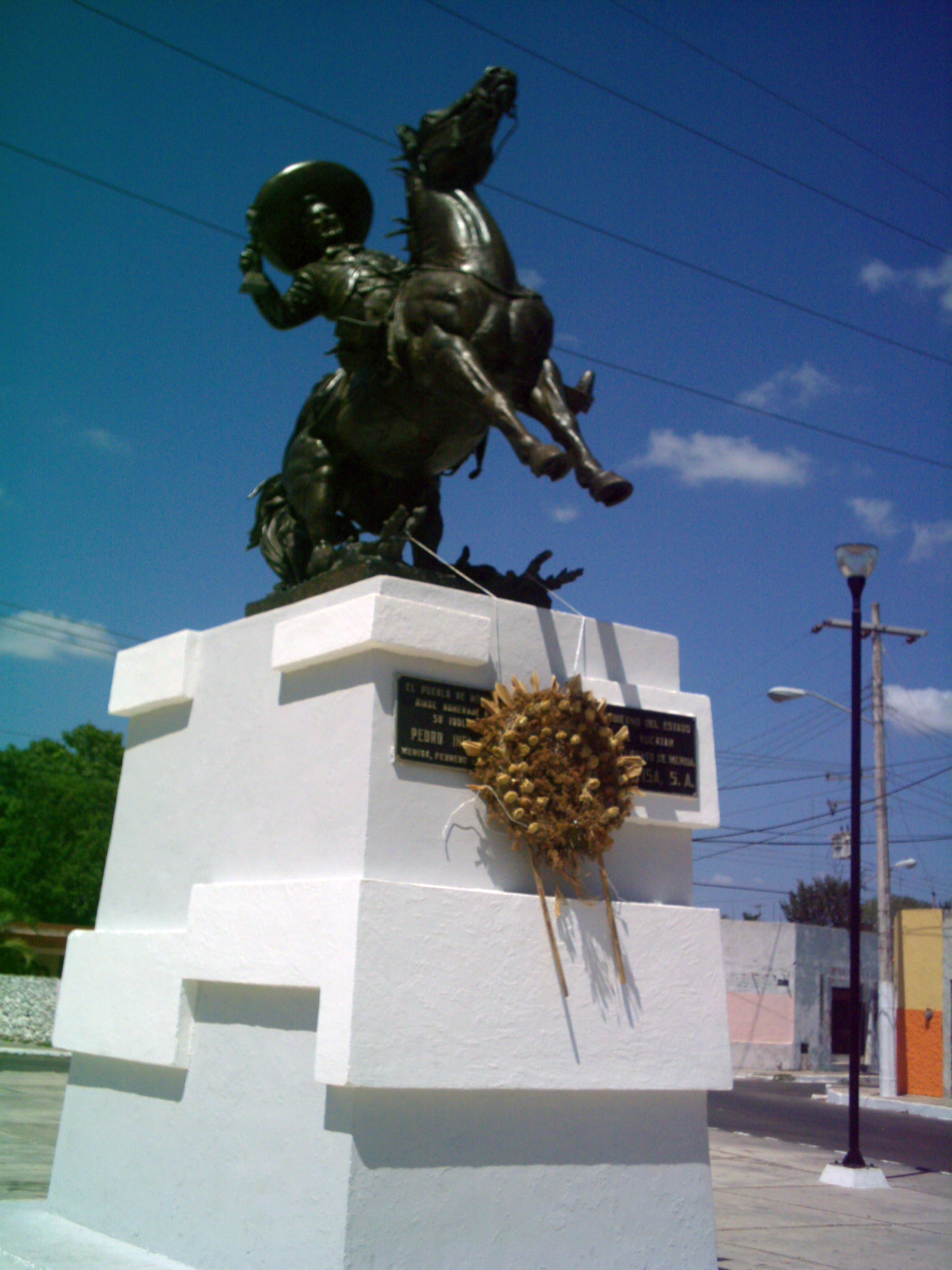
Infante gewidmete Reiterstatue in Mérida

Pedro Infante Cruz, besser bekannt als Pedro Infante (* 18. November 1917 in Mazatlán, Sinaloa; † 15. April 1957 in Mérida, Yucatán) war ein mexikanischer Schauspieler und Sänger. Mit Pedro Armendáriz und Jorge Negrete gehörte er zu den bekanntesten männlichen Stars der „goldenen Zeit“ des mexikanischen Films.

## Leben
Pedro Infante war das dritte von fünfzehn Geschwistern, von denen nur neun das Erwachsenenalter erreichten. Infante brach seine Schulausbildung ab und arbeitete als Laufbursche und Zimmermann. In seiner Jugend lernte er mehrere Instrumente und interessierte sich für populäre Musik. Mit seiner wohlhabenden Frau María Luisa León zog er nach Mexiko-Stadt und begann eine Karriere als Sänger und Schauspieler. Als Ranchera-Sänger wurde er durch den Radiosender XEB in Mexiko-Stadt bekannt. 1939 hatte er sein Filmdebüt. Durch Ismael Rodríguez’ Filme Nosotros los pobres (1947) und Ustedes los ricos (1948) erlangte Infante mit seiner offenen, volksverbundenen Art weite Popularität beim Publikum. Entgegen dem im zeitgenössischen mexikanischen Film verbreiteten Macho-Klischee spielte er in Roberto Rodríguez’ Dicen que soy mujeriego (1948) einen Mann, der Männlichkeit nicht im Zufügen von Leid, sondern in dessen Ertragen sieht. In den 1950er Jahren drehte er außer mit Ismael Rodríguez auch häufig mit den Regisseuren Rogelio A. González und Miguel Zacarías. 1955 und 1956 erhielt Infante jeweils den Filmpreis Ariel. Bei den Internationalen Filmfestspielen Berlin 1957 wurde er für die Rolle des Tízoc im gleichnamigen Film posthum mit dem Silbernen Bären ausgezeichnet.
Seine Scheidung von María Luisa León wurde von mexikanischen Behörden nicht anerkannt. Neben seiner gesetzmäßigen Frau hatte Infante zwei Geliebte, Lupita Torrentera und Irma Dorantes, mit denen er vier Kinder hatte. Pedro Infante war begeisterter Pilot und für seinen waghalsigen Flugstil bekannt. Er kam am 15. April 1957 bei einem Absturz ums Leben. An seiner Beerdigung nahmen Tausende Trauergäste teil und auch zur Feier seines 25. Todestages waren mehrere zehntausend Menschen zugegen. 
Seine Filme und Schallplatten fanden weit über seinen Tod hinaus ein Publikum. Es entstanden mehrere Filmdokumentationen über ihn. Im Jahr 2019 erschien unter der Regie von José Bojórquez der Film Como caído del cielo (Pedros Zugabe), der sich in humoristischer Weise als Hommage an das Leben von Pedro Infante versteht.

## Filmografie
| - 1939: El organillero - 1939: En un burro tres baturros - 1940: Puedes irte de mí - 1942: Jesusita en Chihuahua - 1942: La razón de la culpa - 1942: La feria de las flores - 1943: Arriba las mujeres - 1943: El ametralladora - 1943: Cuando habla el corazón - 1943: ¡Viva mi desgracia! - 1943: Mexicanos al grito de guerra - 1944: Escándalo de estrellas - 1945: Cuando lloran los valientes - 1946: Si me han de matar mañana - 1946: Los tres García - 1946: Vuelven los García - 1947: Soy charro de Rancho Grande - 1947: Nosotros los pobres - 1947: La barca de oro - 1947: Cartas marcadas - 1948: Ustedes los ricos - 1948: Dicen que soy mujeriego - 1948: Los tres huastecos - 1948: Angelitos negros - 1949: La oveja negra - 1949: No desearás la mujer de tu hijo - 1949: La mujer que yo perdí - 1949: El seminarista - 1950: Sobre las olas - 1950: El gavilán pollero - 1950: Las mujeres de mi general | - 1950: También de dolor se canta - 1950: Las Islas Marías - 1951: A.T.M. A toda máquina! - 1951: ¡¿Qué te ha dado esa mujer?! - 1951: Ahí viene Martín Corona - 1951: Necesito dinero - 1951: El enamorado - 1952: Un rincón cerca del cielo - 1952: Ahora soy rico - 1952: Dos tipos de cuidado - 1952: Por ellas aunque mal paguen - 1952: Película Ansiedad\|Ansiedad - 1952: Sí, mi vida - 1952: Había una vez un marido - 1952: Pepe El Toro - 1952: Los hijos de María Morales - 1953: Gitana tenías que ser - 1953: Película Reportaje - 1954: Cuidado con el amor - 1954: Los Gavilanes - 1954: Pueblo, canto y esperanza - 1954: La vida no vale nada - 1954: Escuela de vagabundos - 1954: El mil amores - 1955: Escuela de música - 1955: La tercera palabra - 1955: El inocente - 1955: Pablo y Carolina - 1956: Tizoc - 1956: Escuela de rateros |